# AS Roma 1987/1988
Sezon 1987/1988 klubu AS Roma.

## Sezon
Przed sezonem 1987/1988 doszło do kolejnych zmian personalnych w Romie. Nowym-starym trenerem został Szwed Nils Liedholm, a do składu przybył Lionello Manfredonia, były piłkarz S.S. Lazio (protesty grupy kibiców Commando Ultrà Curva Sud), który brał udział w aferze korupcyjnej w latach 80. Był to też ostatni sezon dla Zbigniewa Bońka, a także dla Roberto Pruzzo. Liedholm zajął z "giallorossimi" 3. miejsce w lidze za Milanem i SSC Napoli.

## Rozgrywki
- Serie A: 3. miejsce
- Puchar Włoch: 1/8 finału

## Skład i ustawienie zespołu
| W SEZONIE 1987/1988  |         |                |       |      |
| Imię i nazwisko      | Kraj    | Data urodzenia | Mecze | Gole |
| Trener               |         |                |       |      |
| Nils Liedholm        | Szwecja | 08.10.1922     |       |      |
| Bramkarze            |         |                |       |      |
| Attilio Gregori      | Włochy  | 04.10.1965     | 0     | 0    |
| Angelo Peruzzi       | Włochy  | 16.07.1970     | 1     | 0    |
| Franco Tancredi      | Włochy  | 10.01.1955     | 30    | 0    |
| Obrońcy              |         |                |       |      |
| Zbigniew Boniek      | Polska  | 03.03.1956     | 21    | 6    |
| Fulvio Collovati     | Włochy  | 09.05.1957     | 26    | 1    |
| Manuel Gerolin       | Włochy  | 09.02.1961     | 17    | 0    |
| Lionello Manfredonia | Włochy  | 27.11.1956     | 28    | 3    |
| Sebastiano Nela      | Włochy  | 13.03.1961     | 6     | 0    |
| Emidio Oddi          | Włochy  | 22.07.1956     | 26    | 2    |
| Ubaldo Righetti      | Włochy  | 01.03.1963     | 1     | 0    |
| Gianluca Signorini   | Włochy  | 17.03.1960     | 29    | 0    |
| Antonio Tempestilli  | Włochy  | 08.10.1958     | 30    | 0    |
| Pomocnicy            |         |                |       |      |
| Bruno Conti          | Włochy  | 23.03.1955     | 16    | 0    |
| Stefano Desideri     | Włochy  | 03.07.1965     | 23    | 4    |
| Sergio Domini        | Włochy  | 11.03.1961     | 20    | 0    |
| Giuseppe Giannini    | Włochy  | 20.08.1964     | 28    | 11   |
| Roberto Policano     | Włochy  | 16.02.1964     | 17    | 2    |
| Napastnicy           |         |                |       |      |
| Massimo Agostini     | Włochy  | 20.01.1964     | 18    | 2    |
| Roberto Pruzzo       | Włochy  | 01.04.1955     | 11    | 1    |
| Rudi Völler          | Niemcy  | 13.04.1960     | 21    | 3    |